# 富山県の登録有形文化財一覧
富山県の登録有形文化財一覧（とやまけんのとうろくゆうけいぶんかざいいちらん）は、富山県にある登録有形文化財の一覧記事。

## 一覧

### 富山市

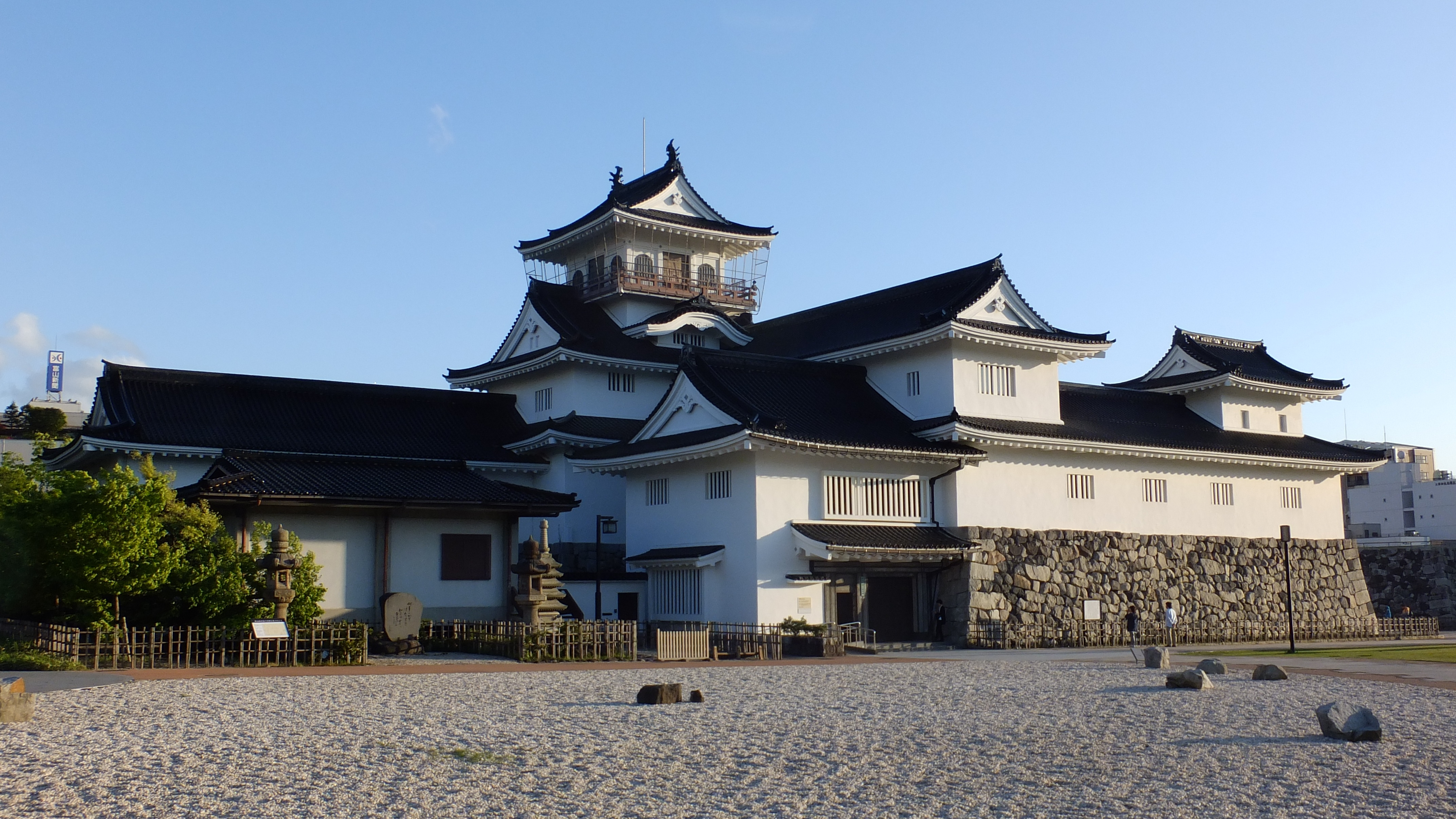
富山市郷土博物館（富山城）

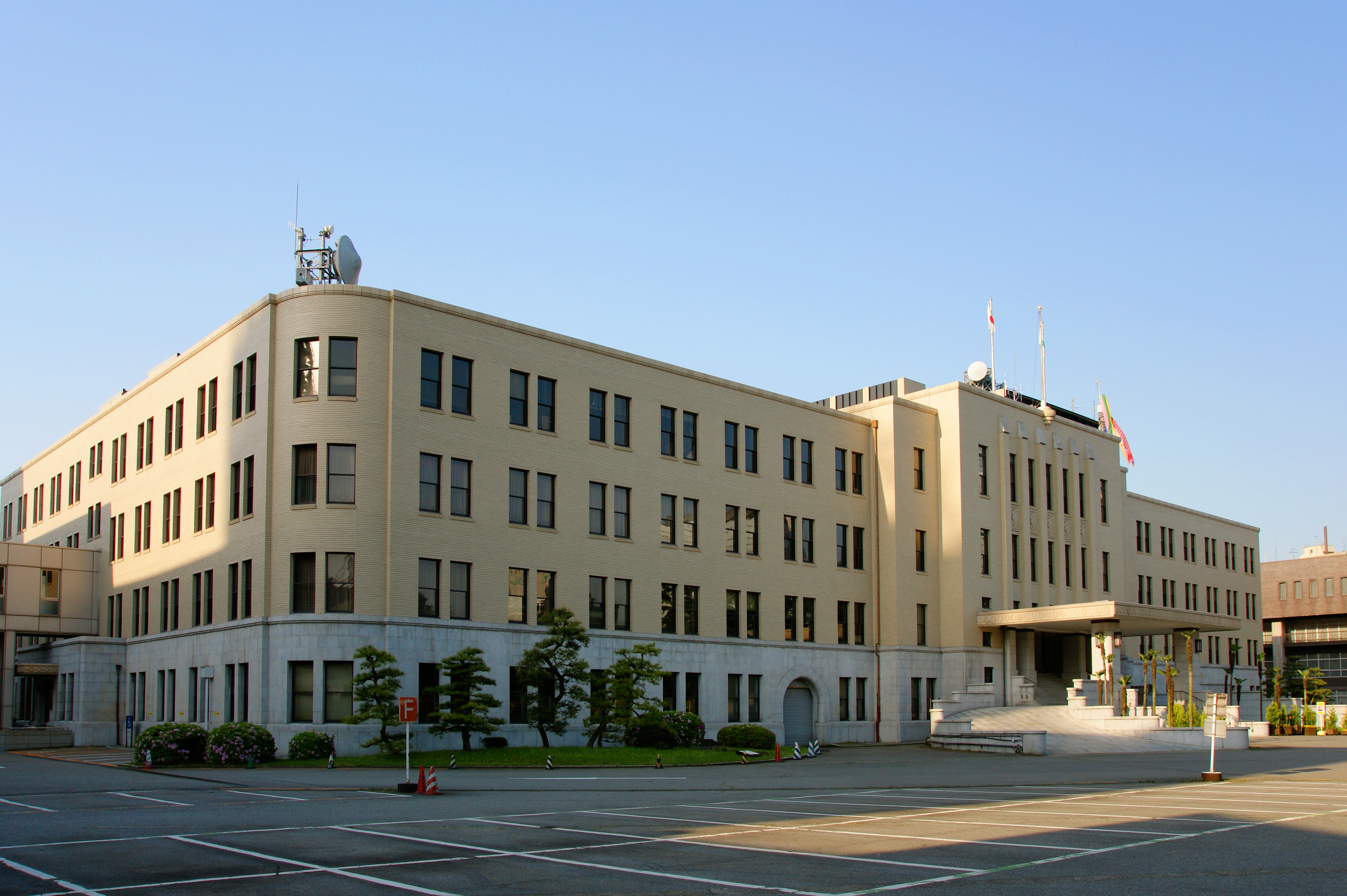
富山県庁舎本館

出典
- 富山市陶芸館
- 旧内山家住宅（14棟）
- 旧金岡家住宅（5棟）
- 桜橋
- 牛島閘門
- 富山市郷土博物館（富山城）
- 本宮砂防ダム（立山町にまたがる）
- 上滝発電所
- 松ノ木発電所
- 中地山発電所
- 泥谷砂防堰堤
- 笹津橋
- 北陸銀行本店
- 富山県庁舎本館
- 富山電気ビルデイング（本館、新館）[2]

### 高岡市
出典
- 高岡商工会議所伏木支所（旧伏木銀行）

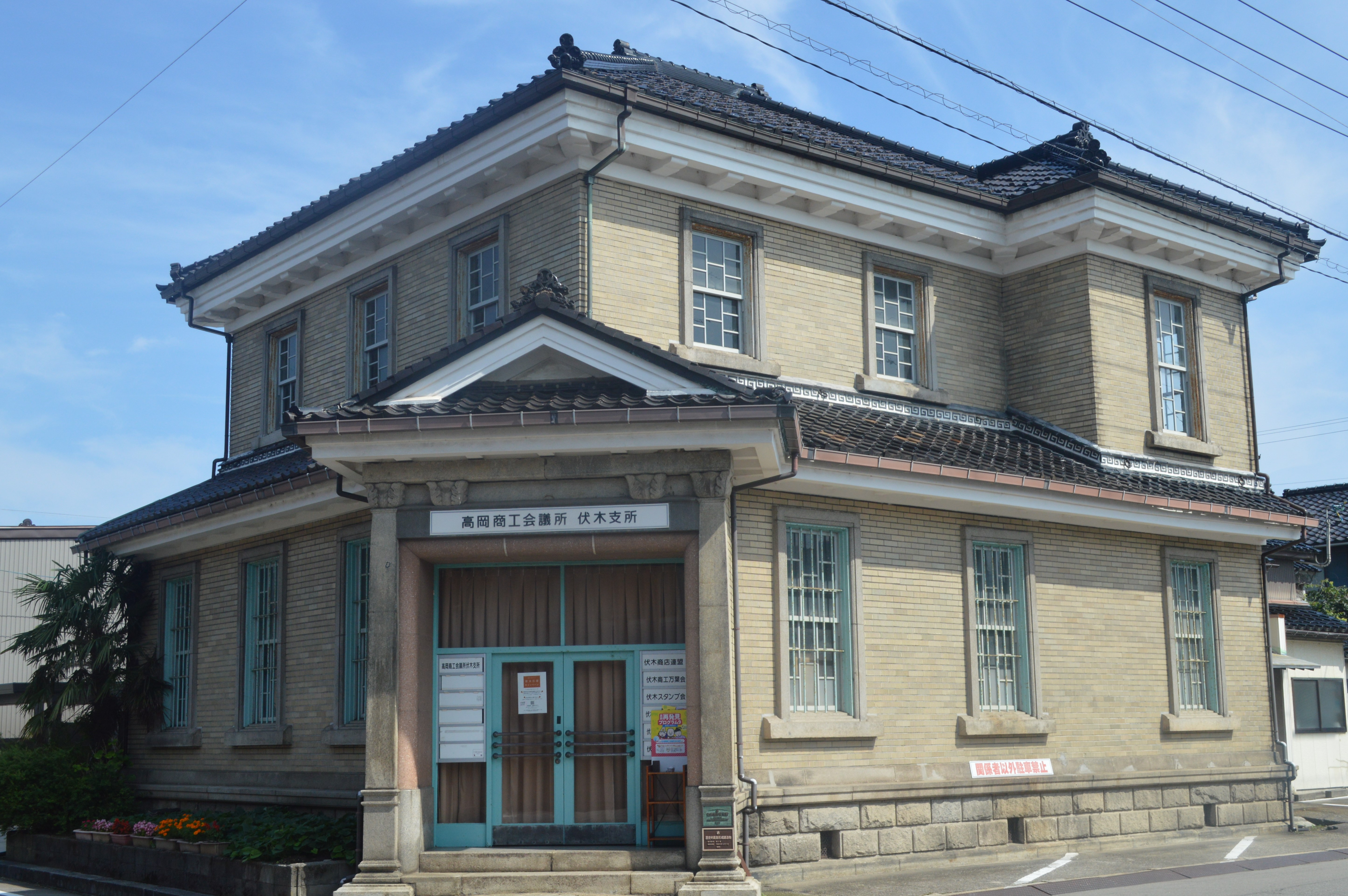
高岡商工会議所伏木支所（旧伏木銀行）

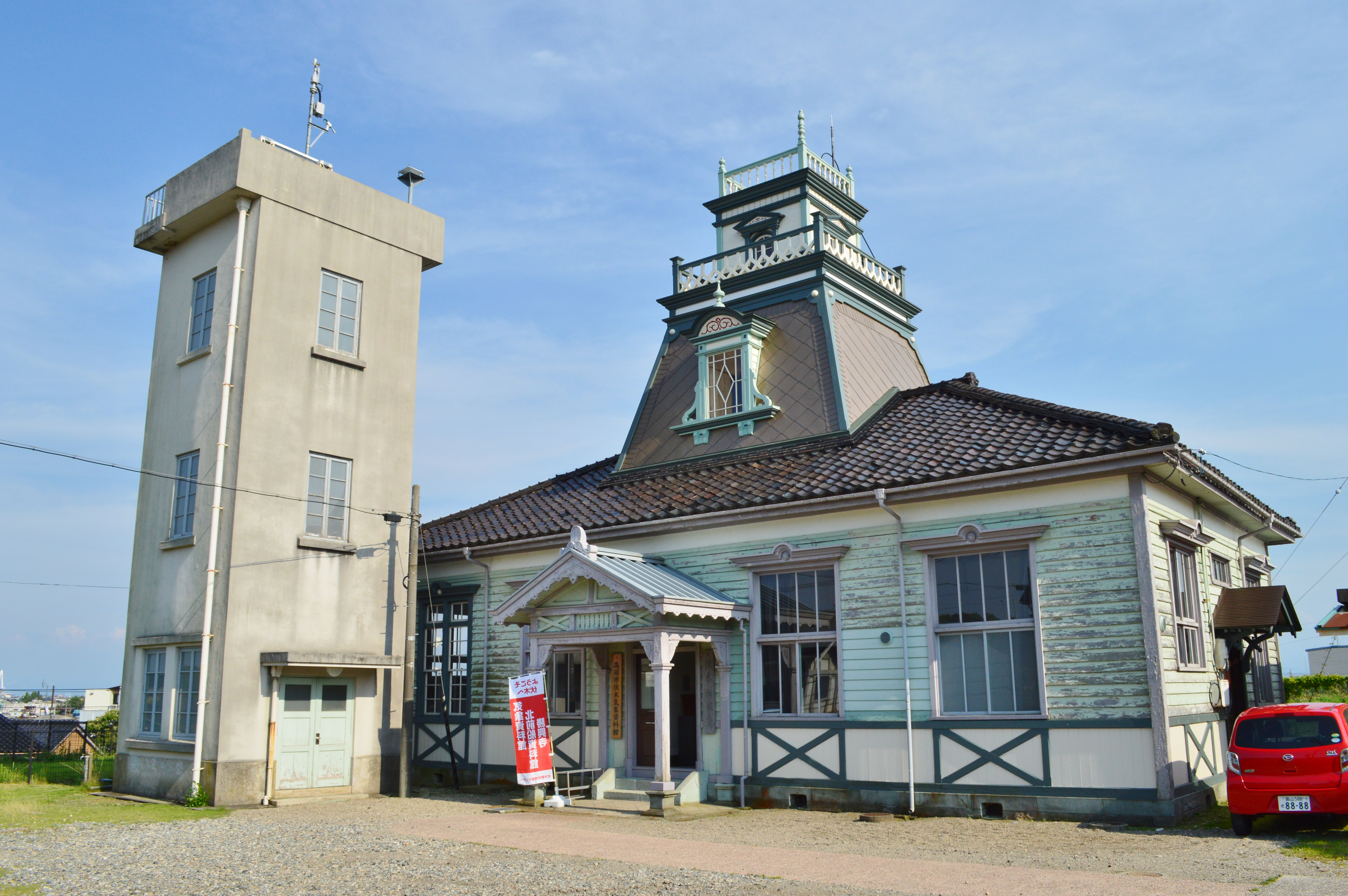
旧伏木測候所

- 清水町配水塔資料館（旧配水塔、水源地水槽、第三源井上屋）
- 澤田家住宅（主屋）
- 棚田家住宅（主屋、味噌蔵、道具蔵、衣装蔵）
- 福岡町歴史民俗資料館（旧福岡町役場）
- 谷村家住宅（主屋）
- 能松家住宅（主屋）
- 佐野家住宅（主屋、茶室、一番の蔵、二番の蔵、調度蔵、味噌蔵、防火壁）
- 井波屋仏壇店
- 有藤家住宅
- 清都酒造場（主屋）
- 旧南部鋳造所（キュポラ、煙突）
- 旧伏木測候所（庁舎、測風塔）
- 有礒正八幡宮（本殿、釣殿、拝殿及び幣殿）
- 伊東家住宅（旧松下家住宅）（主屋）
- 若井家住宅（旧中越銀行）（主屋）
- 丸谷家住宅（旧津野家住宅）（主屋、土蔵）
- 金作家住宅（主屋、東土蔵、西土蔵）
- 歓盛寺（本堂、離座敷、山門）

### 魚津市
出典
- 富山県立魚津高等学校講堂
- 東山円筒分水槽

### 氷見市
出典
- 旧藺製品倉庫
- 旧藺製品作業場
- みなとがわ倉庫

### 滑川市
出典
- 城戸家住宅（主屋）
- 廣野家住宅（主屋）
- 廣野医院
- 小沢家住宅（店蔵）

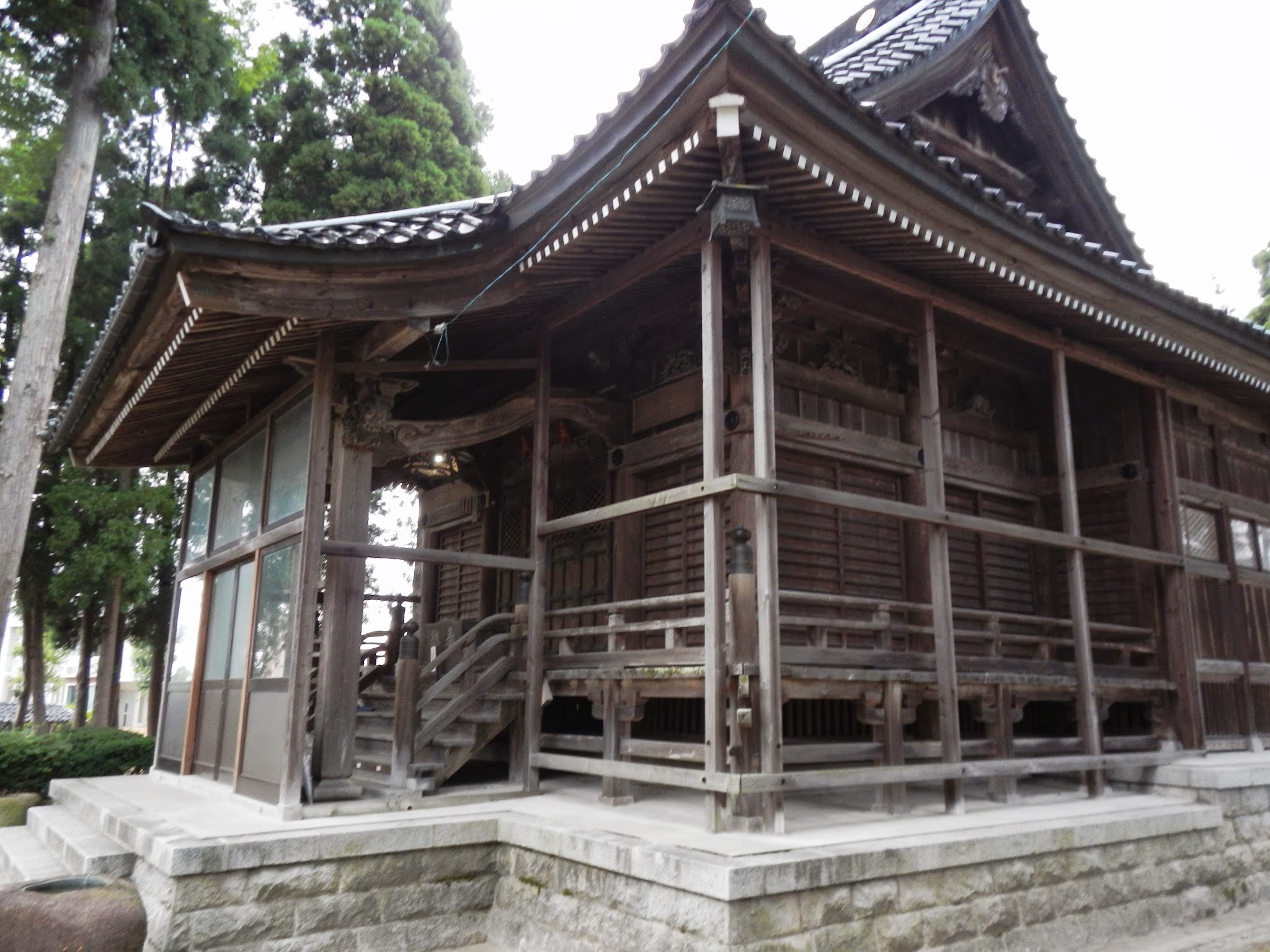
櫟原神社

- 旧宮崎酒造（店舗兼住宅、酒蔵、麹蔵、衣装蔵）
- 田中小学校旧本館
- 有隣庵（旧土肥家住宅）（主屋）
- 菅田家住宅（主屋、衣装蔵）
- 養照寺（本堂）
- 滑川館（本館、道具蔵）
- 櫟原神社（本殿、拝殿、一の鳥居、二の鳥居）

### 黒部市
なし

### 砺波市

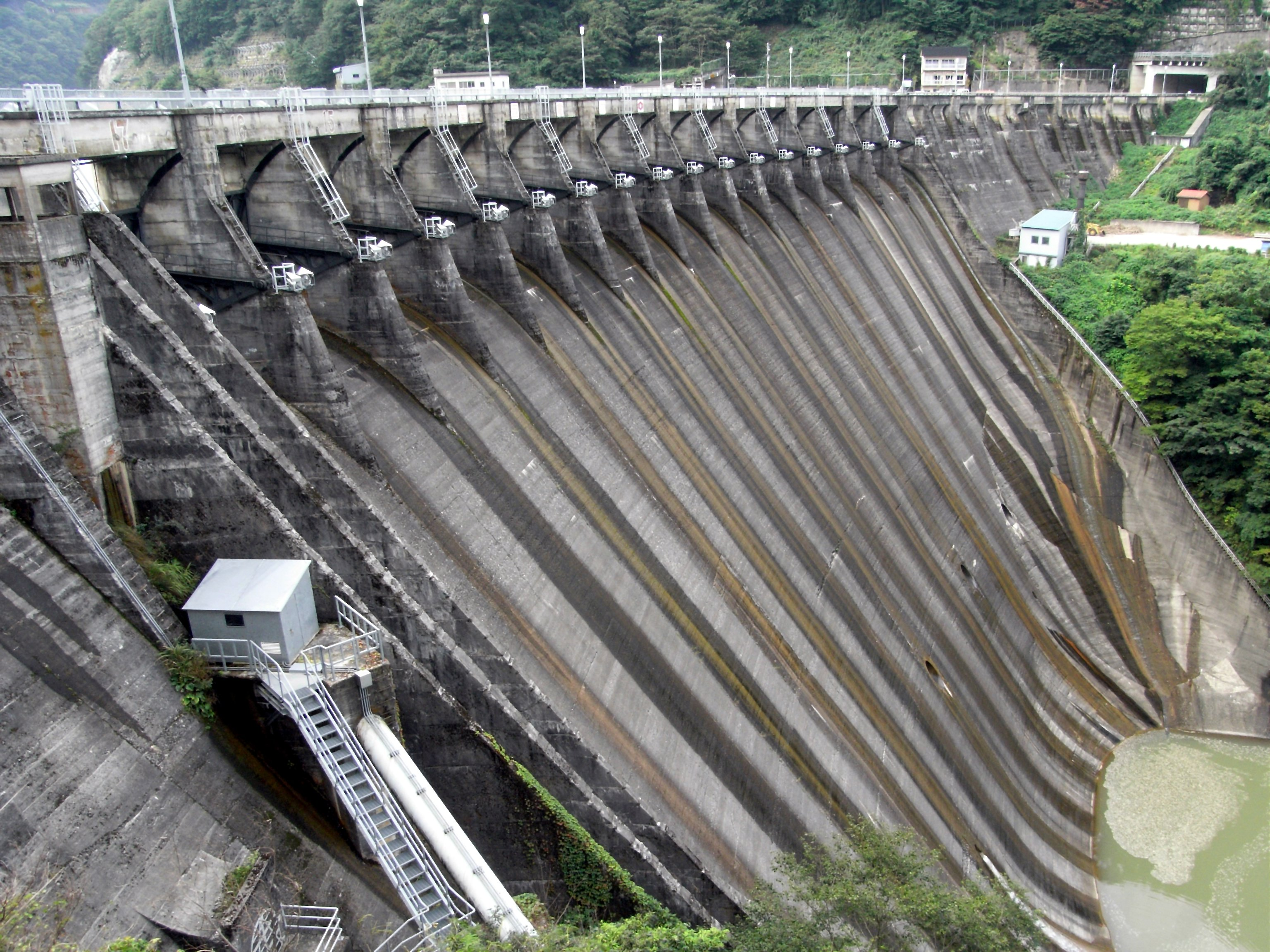
小牧ダム

出典
- 小牧ダム
- 庄川合口堰堤
- 芳里家住宅（主屋、土蔵、長屋門）

### 小矢部市
出典
- 旧宮島村役場
- 旧大谷家住宅

### 南砺市

井波町物産展示館（旧井波駅舎）

出典
- 赤祖父円筒分水槽
- 吉江地区招魂社（旧吉江小学校奉安殿）
- 桂湯
- 旧大鋸屋小学校体育館
- 荒町庵（旧米田楼）
- 白山宮鞘堂
- 齋賀家住宅
- じょうはな庵
- 井波町物産展示館（旧井波駅舎）
- 松風樓
- 城端織物組合事務棟
- 冨田家住宅

### 射水市
出典
- 大楽寺（本堂、庫裏）
- 牧田組本社（旧南島商工本店）
- 射水市小杉展示館（旧小杉貯金銀行本店）
- 竹内源造記念館（旧小杉町役場庁舎）
- 旧田中家住宅（主屋、離れ、北の土蔵及び南の土蔵、庭門）
- 旧伏木港右岸三号岸壁水平引込式クレーン

### 舟橋村
なし

### 上市町
なし

### 立山町
出典
- 本宮砂防ダム（富山市にまたがる）

### 入善町
出典

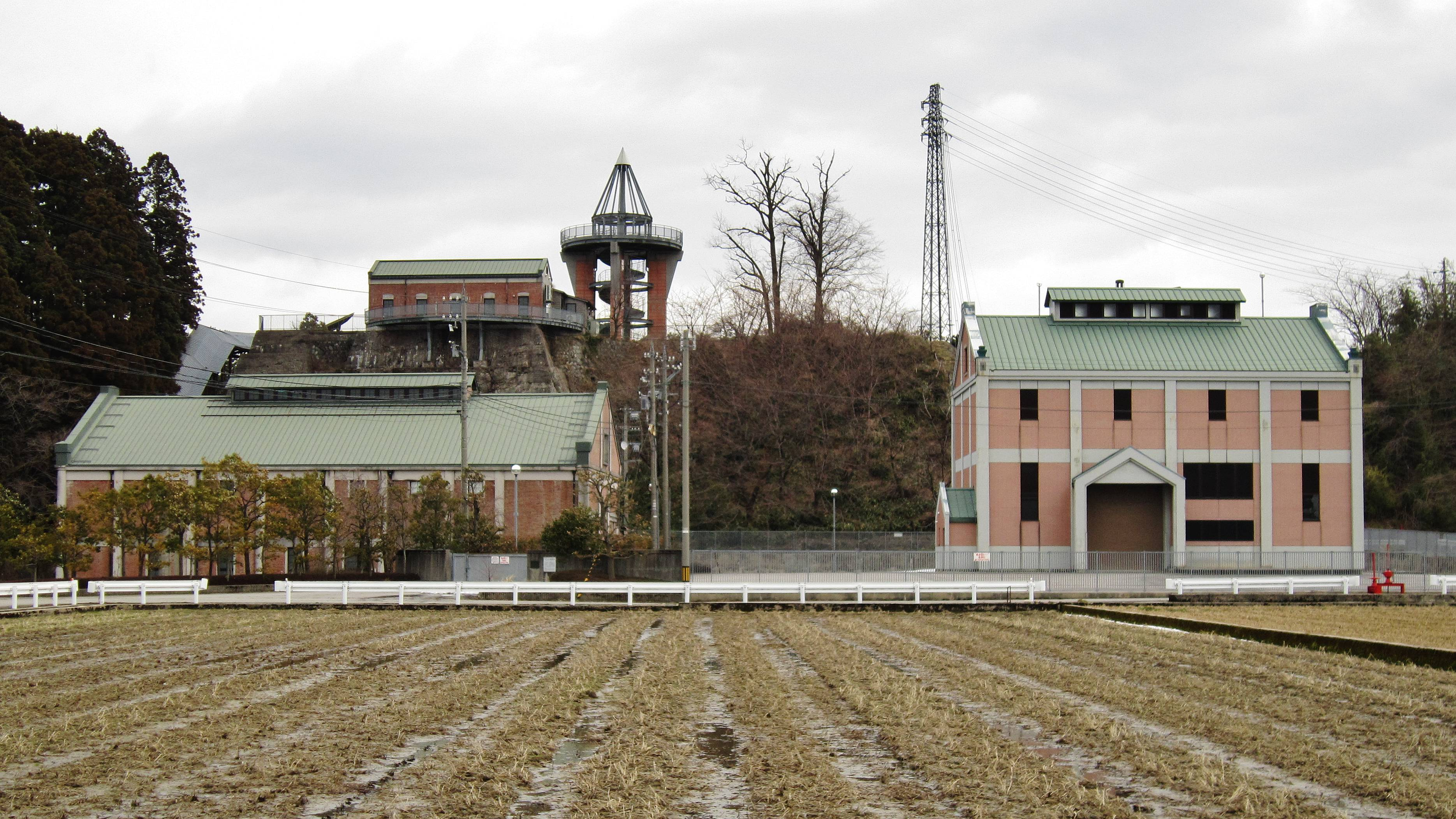
入善町下山芸術の森アートスペース（旧下山発電所）

- 入善町下山芸術の森アートスペース（旧下山発電所）

### 朝日町
なし